# 慈山駅
慈山駅（チャサンえき）は朝鮮民主主義人民共和国平安南道順川市に位置する朝鮮民主主義人民共和国鉄道省平羅線の駅である。

## 歴史
- 1928年10月15日：開業[1]。

## 隣の駅
朝鮮民主主義人民共和国鉄道省
平羅線
鳳鶴駅 - 慈山駅 - 順川駅